# 1546

## Události
- 8. dubna – Tridentský koncil definitivně ustanovuje biblický kánon.
- 11. května – při požáru Litomyšle shořel bohatý archiv Jednoty bratrské
- 3. září – Ilie II. Rareș se stává novým moldavským knížetem po smrti svého otce Petru IV. Rareșe v moldavském hlavním městě Sučava.[1]
- Formální zánik Řádu německých rytířů na českém území. Císař Ferdinand I. Habsburský předává patronátní právo nad komendou v Plzni městské radě.

### Probíhající události
- 1545–1563 – Tridentský koncil
- 1546–1547 – Šmalkaldská válka

## Narození
Česko
- 31. srpna – Daniel Adam z Veleslavína († 18. října 1599)
- ? – Adam Slavata, český šlechtic z rodu Slavatů († 27. února 1616)

Svět
- 27. ledna – Jáchym Fridrich Braniborský, braniborský kurfiřt, regent pruského vévodství († 18. července 1608)
- 21. března – Bartholomeus Spranger, vlámský manýristický malíř, kreslíř a rytec († 1611)
- 25. března – Veronica Franco, italská básnířka, kurtizána, feministka, filantropka, milenka francouzského krále Jindřicha III. († 22. července 1591)
- 4. července – Murad III., osmanský sultán († 16. ledna 1595)
- 14. prosince – Tycho Brahe, dánský astronom († 24. října 1601)
- ? – Kacujori Takeda, japonský vládce († 3. dubna 1582)
- ? – Thomas Digges, anglický matematik a astronom († 24. srpna 1595)

## Úmrtí
Česko
- 3. dubna – Mikuláš Konáč z Hodiškova, český spisovatel a tiskař (* 1480)

Svět
- 18. února – Martin Luther, německý teolog, kazatel a reformátor, zakladatel protestantismu (* 10. listopadu 1483)
- 4. července – Chajruddín Barbarossa, osmanský pirát a korzár (* mezi 1467 a 1475)
- 1. srpna – Petr Faber, spoluzakladatel jezuitského řádu (* 1506)
- 3. srpna – Antonio da Sangallo mladší, italský renesanční architekt (* 12. dubna 1484)
- 12. srpna – Francisco de Vitoria, španělský renesanční římskokatolický filosof, teolog a právník (* kolem 1483)
- 1. listopadu – Giulio Romano, italský malíř a architekt (* 1499)

## Hlavy států
- České království – Ferdinand I.
- Svatá říše římská – Karel V.
- Papež – Pavel III.
- Anglické království – Jindřich VIII. Tudor
- Francouzské království – František I.
- Polské království – Zikmund I. Starý
- Uherské království – Ferdinand I.
- Španělské království – Karel V.
- Burgundské vévodství – Karel V.
- Osmanská říše – Sulejman I.
- Perská říše – Tahmásp I.